# Região Geográfica Imediata de Sorocaba
A Região Geográfica Imediata de Sorocaba é uma das 53 regiões imediatas do estado brasileiro de São Paulo, uma das seis regiões imediatas que compõem a Região Geográfica Intermediária de Sorocaba e uma das 509 regiões imediatas no Brasil, criadas pelo IBGE em 2017.
É composta por 22 municípios, tendo uma população estimada pelo IBGE para 1.º de julho de 2017, de 1 753 121 habitantes e uma área total de 8 018,045 km².
Seus municípios fazem parte da Região Metropolitana de Sorocaba.

## Municípios
Fonte: IBGE – Cidades
| Município          | População Estimada (2017) | Área (km²) |
| ------------------ | ------------------------- | ---------- |
| Alumínio           | 18 324                    | 83.66      |
| Araçariguama       | 21 038                    | 145.204    |
| Araçoiaba da Serra | 32 495                    | 255.327    |
| Boituva            | 57 910                    | 248.954    |
| Capela do Alto     | 20 005                    | 169.89     |
| Cerquilho          | 46 733                    | 127.803    |
| Ibiúna             | 77 566                    | 1058.082   |
| Iperó              | 34 913                    | 170.289    |
| Itu                | 170 157                   | 640.719    |
| Jumirim            | 3 237                     | 56.685     |
| Mairinque          | 46 567                    | 210.149    |
| Piedade            | 55 092                    | 746.868    |
| Pilar do Sul       | 28 718                    | 681.248    |
| Porto Feliz        | 52 507                    | 556.706    |
| Salto              | 116 191                   | 133.057    |
| Salto de Pirapora  | 44 397                    | 280.509    |
| São Roque          | 88 473                    | 306.908    |
| Sarapuí            | 10 034                    | 352.592    |
| Sorocaba           | 659 871                   | 450.382    |
| Tapiraí            | 7 973                     | 755.1      |
| Tietê              | 41 022                    | 404.396    |
| Votorantim         | 119 898                   | 183.517    |
| Total              | 1 753 121                 | 83,66      |